# CNH

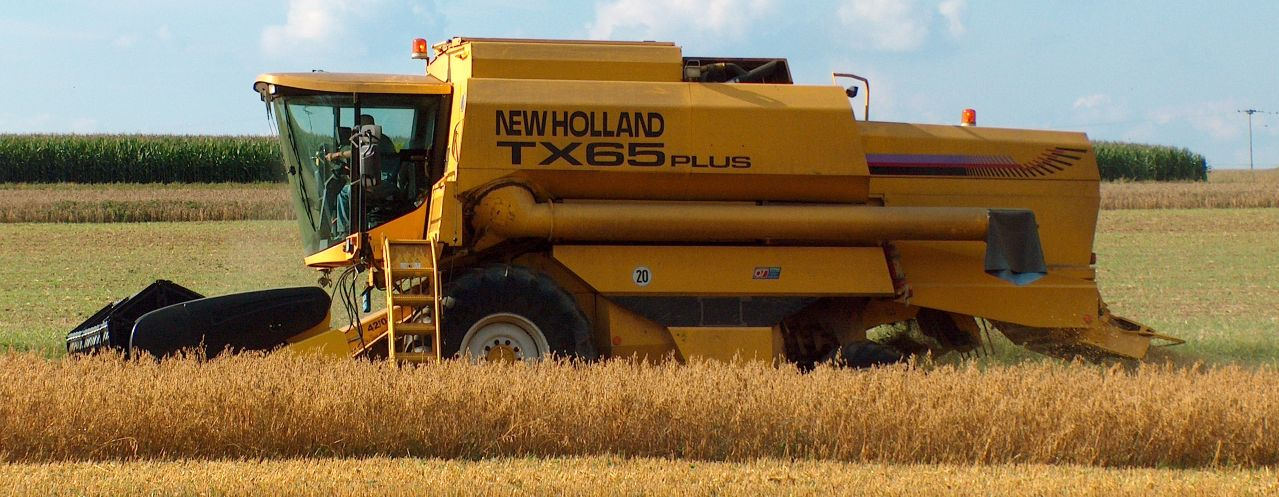
Maquinaria agrícola New Holland.

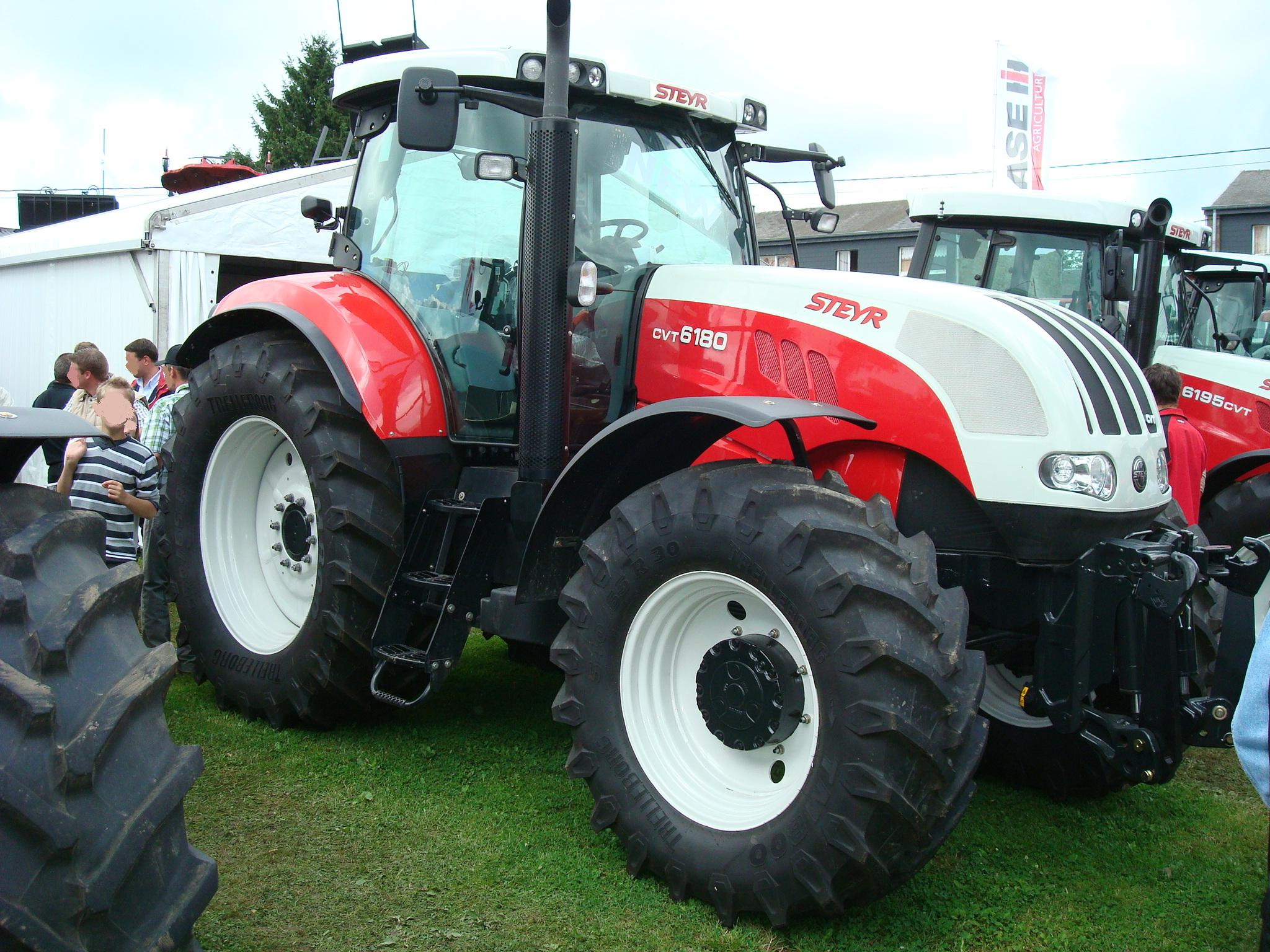
Tractor Steyr.

CNH (acrónimo de Case New Holland) es un fabricante global de maquinaria industrial, especializada en los sectores agrícola, minero y de la construcción, filial de Fiat Industrial S.p.A. El ámbito de actuación de CNH incluye la ingeniería integrada, fabricación, comercialización y distribución de maquinaria en los cinco continentes. Las actividades de CNH se encuentran divididas en tres segmentos empresariales: equipos agrícolas, equipos para la construcción y servicios financieros.
A 31 de diciembre de 2009, CNH fabrica sus productos en 38 localizaciones de todo el mundo y los comercializa en aproximadamente 170 países a través de unos 11.600 concesionarios y distribuidores.
Es el segundo mayor fabricante de maquinaria agrícola del mundo y el tercero de maquinaria para la construcción.[cita requerida]

## Historia
CNH Global N.V. es una compañía constituida en los Países Bajos y regida por las leyes de este país. Fue fundada el 12 de noviembre de 1999 a raíz de la fusión de New Holland N.V. y Case Corporation. Las acciones de CNH Global N.V. cotizan en la Bolsa de Nueva York (NYSE: CNH). La compañía presenta sus resultados financieros trimestralmente y conforme a los Principios de Contabilidad Generalmente Aceptados (PCGA) en EE. UU.

## Marcas
Los productos de CNH se comercializan a nivel mundial a través de dos familias de marcas, Case y New Holland. Case IH (junto con Steyr en Europa) y New Holland constituyen la familia de las marcas de maquinaria agrícola. Case y New Holland Construction integran la familia de marcas de maquinaria para la construcción. Cada marca ofrece una gama completa de recambios y servicios para respaldar sus equipos.

### Marcas de maquinaria agrícola
En el año 2012, los equipos agrícolas representaron el 76% de las ventas netas de equipos de CNH.

#### Case IH
Case IH es el resultado de la fusión en 1985 de dos empresas, Case e International Harvester, que habían operado desde los años 1840. Entre sus productos se incluyen tractores, cosechadoras y picadoras, equipos para heno y forraje, herramientas para el tratamiento del suelo, equipos de plantación y siembra, pulverizadores y herramientas específicas para la agricultura. Algunos de los modelos de maquinaria más famosos de Case IH son las cosechadoras Axial-Flow y los tractores Magnum, Steiger y Farmall.

#### New Holland
New Holland, fundada en 1895, fabrica una gama completa de equipos agrícolas. La maquinaria agrícola de New Holland incluye tractores, cosechadoras, empacadoras, herramientas para heno, equipos utilizados para el cuidado de campos, césped y hierba, así como vendimiadoras.
New Holland presentó en el año 2009 el NH2, un tractor propulsado por hidrógeno que pueden producir los propios agricultores a partir de fuentes de energía renovables.

#### Steyr
Steyr es una marca austríaca de maquinaria agrícola fundada en 1947. Está especializada en tractores para la agricultura, explotaciones forestales, cuidado de espacios verdes y usos urbanos.

### Marcas de maquinaria para la construcción

#### Case
Case Construction Equipment ofrece internacionalmente una línea de equipos para la construcción, incluyendo retrocargadoras, camiones articulados, excavadoras de orugas y de ruedas, manipuladoras telescópicas, motoniveladoras, cargadoras de ruedas, rodillos vibratorios para la compactación del suelo, dozers de orugas, minicargadoras, cargadoras de orugas compactas, motocargadoras y carretillas elevadoras todoterreno.

#### New Holland Construction
New Holland Construction es un fabricante presente en todo el mundo con una línea de productos que incluye excavadoras de orugas y de ruedas, cargadoras de ruedas, retrocargadoras, minicargadoras, dozers, manipuladoras telescópicas, minicargadoras de ruedas, cargadoras de orugas compactas, miniexcavadoras y midiexcavadoras y motoniveladoras.

### Servicios financieros

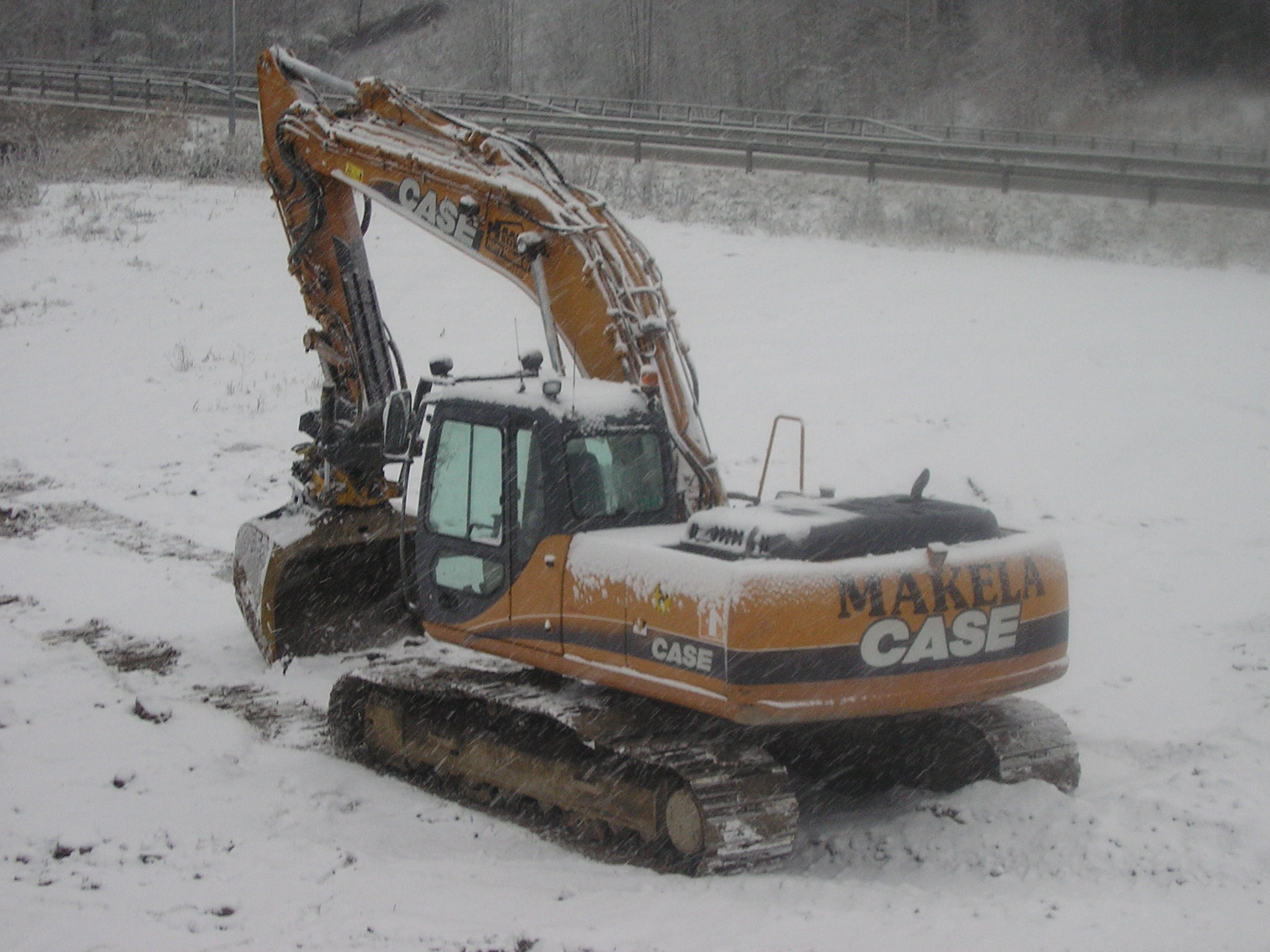
Vehículo Case.

CNH ofrece servicios financieros bajo la marca CNH Capital.
CNH Capital ofrece productos y servicios financieros a concesionarios y clientes de Norteamérica, Australia, Argentina, Brasil y Europa Occidental. La oferta de productos incluye la financiación al por menor para la compra o el leasing de equipos CNH nuevos y de segunda mano y la financiación al por mayor para sus concesionarios. La financiación al por mayor consiste principalmente en la financiación de unidades nuevas en stock y permite a los concesionarios comprar y mantener un inventario representativo de los productos. En Norteamérica, Brasil, Australia y Europa, la financiación al por menor se ofrece a través de subsidiarias, y en Europa Occidental, a través de la sociedad en participación con BNP Paribas Lease Group. The retail financing is offered in North America, Brazil, Australia and Europe through wholly-owned subsidiaries and in Western Europe through the joint venture with BNP Paribas Lease Group.

### Recambios y Servicio Técnico
Las marcas de CNH ofrecen a sus clientes servicio posventa, recambios y asistencia técnica, tanto en los concesionarios como «in situ». El servicio de recambios se ofrece para artículos de las líneas actuales y pasadas de productos, con una antigüedad de hasta 20 años. La distribución de recambios se realiza a través de almacenes de recambios presentes en los cinco continentes.

## Presencia de CNH en los mercados en expansión
Para fortalecer la actividad de las marcas de CNH en los países que tienen un buen potencial de crecimiento, en 2007. Se fundó CNH International, responsable de las operaciones de fabricación, venta, distribución y servicio posventa de equipos agrícolas y equipos para la construcción en más de 120 países de África, Oriente Medio, la Comunidad de Estados Independientes, Asia y Oceanía, que incluyen Australia, China e India.
Su oficina principal se encuentra en Suiza y CNH International cubre todo su territorio a través de centros, establecimientos de producción, almacenes de recambios y la red de distribuidores. En los centros se llevan a cabo actividades relacionadas con los servicios financieros, de marketing, formación y posventa para respaldar al sector agrícola y de la construcción. Los centros regionales se encuentran en Estambul (Turquía), Moscú (Rusia), Kiev (Ucrania), Tashkent (Uzbekistán), Nueva Delhi (India), Shanghái (China) y Sídney (Australia), con oficinas de representación en Johannesburgo (Sudáfrica) y Bangkok (Tailandia).
A fines de 2011, abrió una nueva planta en Argentina, más específicamente en la ciudad de Ferreyra, Córdoba, aprovechando la representación de Fiat e Iveco, en la cual ya produce maquinaria agrícola.